# Mohamed Benchaâboun
Mohamed Benchaâboun, né le 12 novembre 1961, à Casablanca, est le président du directoire du Maroc Telecom, un banquier, homme politique et diplomate marocain. Il est ambassadeur du Maroc en France d'octobre 2021 à janvier 2023.
Il est ministre de l'Économie, des Finances et de la Réforme de l'Administration du Maroc de 2018 à 2021.

## Biographie
Il est diplômé de l'École nationale supérieure des télécommunications de Paris en 1984. Il commence sa carrière chez Alcatel-Alsthom Maroc, où il occupe le poste de directeur de la stratégie du développement et du contrôle de gestion. Il est par la suite chargé de la direction industrielle, supervisant cinq usines et 800 personnes durant 10 ans.
Il est nommé en 1996 en directeur à l'administration des douanes et des impôts indirects.
À l’issue de trois ans au sein de l'administration des douanes et des impôts indirects, il rejoint la Banque centrale populaire, où il occupe le poste de président-directeur général.
En septembre 2003, il est nommé à la tête de l'Agence nationale de réglementation des télécommunications (ANRT) par le roi Mohammed VI.
Il a auparavant occupé plusieurs postes de responsabilité dans le secteur privé, notamment en tant que directeur industriel du groupe Alcatel-Alsthom au Maroc. Membre actif dans les milieux associatifs et institutionnels, il a été président de la Confédération internationale des banques populaires de 2012 à 2015 et président du Réseau francophone de la régulation des télécommunications (FRATEL) entre 2005 et 2006.
Il est également expert auprès du Fonds monétaire international (FMI).
En 2023, il est nommé directeur général du Fonds Mohammed VI pour l'investissement. Toutefois, en 2025, il quitte cette fonction pour prendre la tête de Maroc Telecom, succédant ainsi à Abdeslam Ahizoune.

### Président de la Banque centrale populaire
En février 2008, le roi Mohammed VI le nomme président-directeur général de la Banque centrale populaire du Maroc . Un poste qu'il va occuper jusqu'à sa nomination en tant que ministre en août 2018.
Il a également, alors, un mandat d'administrateur à l'Union des banques arabes et françaises et de président du conseil d'administration de la banque Chaabi du Maroc. Il est aussi président de Maroc Leasing depuis 2010 et administrateur de Nexans Maroc.
Il est membre du Conseil économique, social et environnemental et administrateur de banques et d’entreprises, et également membre des Conseils de la Fondation Mohammed V pour la solidarité et de la fondation Mohammed VI pour la Protection de l'environnement.

### Ministre des Finances et de l'Économie
Le 20 août 2018, il est nommé ministre des Finances et de l'Économie par le roi Mohammed VI. Il remplace Mohamed Boussaïd, qui a été limogé le 1er aout 2018,,.

### Ambassadeur du Maroc en France
Le 17 octobre 2021, il est nommé ambassadeur du Maroc en France et reçoit son dahir des mains de Mohammed VI le 13 décembre 2021,,. Il prend ses fonctions le 7 janvier 2022.
En octobre 2022, Benchaâboun est nommé directeur du Fonds Mohammed VI. La fin de son mandat d'ambassadeur est datée du 19 janvier 2023,.

### Présidence du conseil d’administration de Maroc Telecom
Le 25 Février 2025, il est nommé président du conseil d’administration de Maroc Telecom, après la destitution d’Abdesslam Ahizoune de la présidence.
Le conseil de surveillance a désigné Mohamed Benchaaboun pour lui succéder à la tête du conseil d’administration collectif pour une durée de deux ans, jusqu’au 1er mars 2027.